# Clergues Regulars de Somasca
Els Clergues Regulars de Somasca (en llatí Ordo Clericorum Regularium a Somascha) són un institut religiós masculí de dret pontifici, concretament un orde de clergues regulars fundat per Sant Jeroni Emiliani en 1532. Els seus membres són anomenats somascos i posposen al seu nom les sigles C.R.S.

## Història

### Fundació de la Companyia dels Servents dels Pobres
Gerolamo Emiliani, noble venecià, havia decidit en 1531, dedicar-se a remeiar les necessitats dels pobres, especialment els orfes que, arran de l'epidèmia i la fam de Venècia de 1528 havien crescut molt en nombre. Gerolamo era membre de l'Oratori de l'Amor Diví, l'esperit del qual va prendre com a base per a organitzar la seva fundació, en particular la manera de funcionar de l'Hospital dels Inguaribles, atès per Gaietà de Thiene.

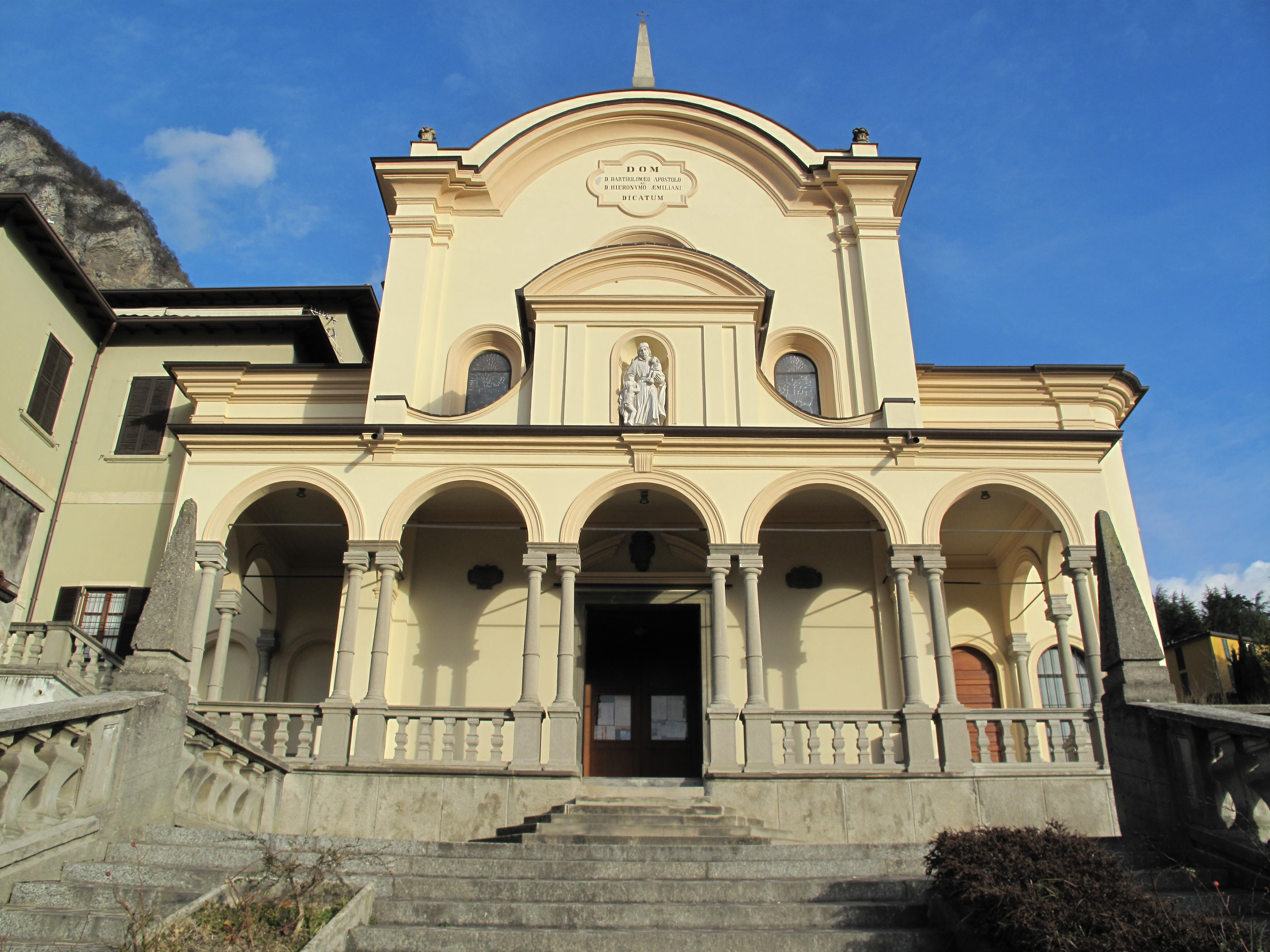
Santuari de Somasca, lloc de fundació de l'orde

El 6 de febrer de 1531 va deixar la seva casa i va començar a viure a San Rocco, a Venècia, amb trenta nens del carrer a qui va començar a educar i catequitzar, i ensenyant-los oficis per tal que poguessin guanyar-se la vida de manera autònoma. Va ser cridat a altres llocs perquè hi fundés cases similars, la qual cosa implicava molta gent: sacerdots i laics, que les mantindrien i assumirien l'educació i cura dels nens. D'aquí va néixer la necessitat d'organitzar aquests grups: els seus membres van voler compartir l'estil de vida i es va constituir, com a associació de clergues i laics, la Companyia dels Servents dels Pobres.
Emiliani havia trobat a la vall de San Martino, entre Milà i Bergamo, el llogarret de Somasca, a la vora d'un llac. Allí va pensar que seria el lloc idoni per fer una llar per als orfes: obrí una escola de lletres i un seminari per als membres de l'associació, on s'ensenyarien les primeres lletres, treballs agrícoles i oficis com l'enquadernació i treballs de torneria.

### L'orde
A la mort del fundador, la Companyia dels Servents dels Pobres es va anar transformant en un orde religiós; de fet, la majoria de membres eren religiosos i clergues. Es demanà l'aprovació diocesana al bisbe de Bergamo i la concedí en 1538. El 4 de juny del 1540 Pau III concedí l'aprovació i la capacitat de nomenar superior i redactar unes constitucions. La Companyia es dedicava gairebé exclusivament als orfes, prenent una certa especialització en el camp.
Per les dificultats trobades, però, entre 1547 i 1548 la companyia s'uní als Clergues Regulars Teatins. Aviat, però, alguns membres van veure que seria millor transformar la companyia, que era una mena de confraria preconciliar, en una congregació religiosa. En 1568 Pius V concedí als Pobres de Somasca el títol d'orde religiós, donant-los el nom de Clergues Regulars de Somasca, anomenats també Pares Somascos.
L'orde es va difondre a Piacenza, Siena, Alessandria (municipi del Piemont), Nàpols, Macerata i Lodi. A més, van ajudar alguns bisbes a fundar seminaris i fundaren els col·legis Gallio (1583) i Clementino (1595) per als nobles romans. Després obriren també escoles públiques, que constituïren la seva principal tasca durant el segle xvi i XVII.
En 1650 hi havia uns 486 somascos, 188 dels quals eren laics que feien vots privats de castedat, obediència i pobresa, i que vivien en comunitat com els religiosos. També llavors van començar tasques d'apostolat parroquial. Entre mitjan segle xvii i mitjan XVIII van anar deixant l'administració dels orfenats per dedicar-se a la de les escoles, especialment destiandes a fills de famílies sense recursos.

### Supressió i revifalla
L'orde tenia una difusió només italiana, amb tres províncies: llombarda, vèneta i romana. Les idees de la Il·lustració i l'anticlericalisme van fer que patissin atacs i en 1768 la província vèneta se separà de l'orde. Algunes cases van ser suprimides i alguns somascos apartats de les parròquies. En 1783 el govern austríac va decretar la separació de la província llombarda i en 1784, se'n separà la província de Gènova. El 1802, la pressió napoleònica va fer que la província piemontesa fos suprimida. A Nàpols es tancaren tres col·legis i a Roma el Clementino. En 1815, quan tornà el govern austríac, es reconstituí la província llombardo-vèneta i s'obriren noves escoles.
En 1861, però, les lleis de supressió d'ordes religiosos del nou regne d'Itàlia van obligar l'orde a tancar 18 cases i a dispersar-se: els clergues es constituïren en associacions privades i rescataren els béns confiscats, evitant així la desaparició total de l'orde. La Primera Guerra Mundial va provocar la mort de molts religiosos de l'orde que, no obstant això, va poder obrir noves missions al Salvador el 1921.

## Actualitat
Els somascos continuen la tasca del fundador, centrant-se en el concepte de paternitat: els membres de l'orde han de viure com a pares per als orfes i nens que els són confiats. A més dels orfes, abandonats i necessitats, també estan oberts a les "noves formes de pobresa", com els nois drogodependent o maltractats.
En acabar 2005 l'orde tenia 94 cases i 477 religiosos, dels quals 357 sacerdots. Durant el segle xx, l'orde ha obert cases fora d'Itàlia: a Romania, Polònia, Espanya, Estats Units, Mèxic, Brasil, Colòmbia, Filipines i l'Índia.
Comparteixen l'espiritualitat de l'orde altres congregacions i societats que formen la família somasca:
- la Congregació de Sant Josep (Josefins de Murialdo),
- els Rogacionistes del Cor de Jesús
- les Germanes Somasques
- les Missioneres Filles de Sant Jeroni
- les Germanes Ursulines de Sant Jeroni
- l'Opera Mater Orphanorum,
- els Germans de Sant Jeroni.